# Marcus Fabius Quintilian
Marcus Fabius Quintilianus på dansk Quintilian (udtales Kwin-ti-li-'an, da Qu = "kw" for romerne), var en romersk retoriker og lærer.

## Liv
Quintilian blev født i den romerske provins Hispania (nu Spanien) omkring år 30 e.Kr., og pga sin dygtighed som lærer kaldt til Rom, hvor han boede og arbejdede fra år 68 til 96. Han blev den første offentligt betalte retoriklærer, professor eloquentia.
I sit tolvbinds værk Institutio Oratoria (= Talekunstens grundregler) understreger han, at undervisningens mål ikke kun er talekunsten, men langt mere taleren, det karakterfaste menneske, der på baggrund af en bred orientering i sin samtids videnskaber selvstændigt har fundet frem til den syntese, som alene kan give hans ord vægt:
Talekunsten er ikke et spil med ord; for veltalenhed kan ikke bygge på løst bekendtskab og passiv efterligning. Den sande taler er et aktivt åndsmenneske, hvis duelighed skal stå sin prøve under hans offentlige fremtræden, ikke gennem det, han siger, men gennem virkningen af hans ord.

## Pædagogen
Quintilian var talsmand for en række tænkere, der var langt forud for hans tid, og som også i dag kan forekomme moderne. Blandt andet gik han ind for at afskaffe den korporlige afstraffelse i skolerne. I Institutio Oratoria skriver han: "De, der får prygl, udsættes for megen smerte og angst, som de ikke kan tale om, og skammer sig over. Den skamfølelse nedbryder deres selvfølelse, gør dem modløse og driver dem til at flygte fra selve dagslyset og føle afsky for det." 
I Institutio Oratoria beskæftiger han sig, som en af meget få latinske forfattere, med børneopdragelse. Som de fleste forældre i samtiden oplevede han at miste et barn, i hans tilfælde en søn på fem år: "Men det, som gjorde skæbnens slag særligt grusomt for mig at bære, var, at han specielt havde knyttet sig til mig, og foretrak mig fremfor sine ammer og sin bedstemor, som opdrog ham." Her fremgår det, at et tæt forhold mellem far og en lille søn var ualmindeligt, og drengens mor nævnes ikke som en af dem, der omgav ham til dagligt. 

## Quintilian genfindes i 1416
Institutio Oratoria var længe anset som tabt, da Poggio Bracciolini  sommeren 1416 genfandt værket i klostret i St. Gallen. Bracciolini havde hørt rygter om, at klostrets bibliotek rummede skatte; men det overtraf hans vildeste forventninger, at han skulle finde en komplet udgave af Quintilians værk, hvoraf kun fragmenter mentes at have overlevet antikken. Fundet bragte en tabt verden til live. Bracciolini skrev oprørt, at værket var blevet opbevaret i et "dystert fangehul". Han omtalte manuskripter som mennesker, og skrev om Institutio: "I himlens navn, var vi ikke kommet til undsætning, var han bestemt omkommet den påfølgende dag." For ikke at risikere noget, begyndte Bracciolini straks at skrive værket af med sin smukke håndskrift. Det tog ham 54 dage at skrive en kopi. Til sin ven Guarino af Verona skrev han: "Det romerske navns eneste lys, bortset fra Cicero – og han er på samme vis klippet itu og spredt – er takket være vore anstrengelser frelst ikke blot fra forvisning, men fra nærmest fuldstændig ødelæggelse." 